# 额参委正
额参委正（?—?），明朝史料称之为也先威正或者也辛威正，《蒙古游牧记》称额森伟徵。明末东蒙古奈曼部首领，博尔济吉特氏。
他是达延汗玄孙，兀鲁思孛罗（或图鲁博罗特，存在争议）曾孙，纳密克之孙，贝玛土谢图之子。他驻牧在辽东义州边外，和明朝通贡。其子衮楚克被清朝封为扎萨克达尔罕郡王。